# مملكة إيطاليا
كانت مملكة إيطاليا (بالإيطالية: Regno d'Italia)‏ دولة وُجدت منذ عام 1861 – عندما أُعلن الملك فيكتور إيمانويل الثاني ملك سردينيا ملكًا لإيطاليا – حتى عام 1946. تسبب الاستياء المدني بإجراء استفتاء مؤسسيًا للتخلي عن الملكية وتشكيل الجمهورية الإيطالية الحديثة. تأسست الدولة نتيجة توحيد إيطاليا تحت ظل مملكة سردينيا بقيادة آل سافوي، والتي يمكن اعتبارها دولة خليفة قانونية.
أعلنت إيطاليا الحرب على النمسا بالتحالف مع بروسيا عام 1866 وحصلت على منطقة فينيتو بعد انتصارها. دخلت القوات الإيطالية روما عام 1870، وبذلك أنهت أكثر من ألف عام من السلطة البابوية. دخلت إيطاليا في التحالف الثلاثي مع الإمبراطورية الألمانية والإمبراطورية النمساوية المجرية في عام 1882، بعد خلافات قوية مع فرنسا حول التوسعات الاستعمارية المعنية. على أي حال، حتى لو أصبحت العلاقات مع برلين ودية للغاية، فإن التحالف مع فيينا بقي شكليًا للغاية كما كان الإيطاليون حريصون على الحصول على ترينتو، وترييستي، وأجزاء من الإمبراطورية النمساوية المجرية التي يسكنها الايطاليين. لذلك، خلال الحرب العالمية الأولى، قبلت إيطاليا الدعوة البريطانية للانضمام إلى دول الحلفاء، حيث وعدت القوى الغربية بتعويض إقليمي على حساب الإمبراطورية النمساوية المجرية) مقابل المشاركة التي كانت أكثر سخاءً من عرض فيينا مقابل الحياد الإيطالي. أعطى النصر في الحرب لإيطاليا مقعدًا دائمًا في مجلس عصبة الأمم.
كانت «الفاشية الإيطالية» عصر حكومة الحزب الوطني الفاشي من 1922 إلى 1943 مع تولي بينيتو موسوليني رئاسة الحكومة. فرض الفاشيون الحكم الشمولي وسحقوا المعارضة السياسية والفكرية، بينما عززوا التحديث الاقتصادي، والقيم الاجتماعية التقليدية، والتقارب مع الكنيسة الكاثوليكية الرومانية. وفقًا لباين (1996)، «مرت الحكومة الفاشية بعدة مراحل متميزة نسبيًا». كانت المرحلة الأولى (1923-1925) اسميًا استمرارًا للنظام البرلماني، وإن كان مع «دكتاتورية تنفيذية منظمة قانونيًا». ثم جاءت المرحلة الثانية «بناء الدكتاتورية الفاشية من عام 1925 إلى عام 1929». المرحلة الثالثة، كانت أقل نشاطًا من عام 1929 إلى 1934. تميزت المرحلة الرابعة، من 1935 إلى 1940، من خلال سياسة خارجية عدوانية: الحرب على إثيوبيا، انطلقت من إريتريا الإيطالية والصومال الإيطالي، ما أسفر عن ضمها، بالإضافة لمواجهات مع عصبة الأمم، ما أدى على فرض عقوبات. زاد الاكتفاء الذاتي الاقتصادي، ووُقعت اتفاقية حلف الصلب. اعتُبرت الحرب نفسها (1940-1943) المرحلة الخامسة بكوارثها وهزائمها، في حين كانت حكومة سالو الخاضعة للسيطرة الألمانية هي المرحلة الأخيرة (1943-1945).
كانت إيطاليا الفاشية عضوًا قياديًا في دول المحور في الحرب العالمية الثانية. بحلول عام 1943، أدت الهزيمة الألمانية الإيطالية على جبهات متعددة وما تلاها من تمركز الحلفاء في صقلية إلى سقوط النظام الفاشي، واعتُقل موسوليني بأمر من الملك فيكتور إيمانويل الثالث. وقعت الحكومة الجديدة هدنة مع الحلفاء في سبتمبر 1943. احتلت القوات الألمانية شمال ووسط إيطاليا، وشُكلت الجمهورية الإيطالية الاجتماعية، وهي دولة دمية متعاونة بقيادة موسوليني وأنصاره الفاشيين. ونتيجة لذلك، اندلعت في البلاد حرب أهلية، حيث تنافس الجيش الإيطالي المشارك في الحرب وحركة المقاومة مع قوات الجمهورية الاجتماعية وحلفائها الألمان. بعد فترة وجيزة من الحرب وتحرير البلاد، أدى السخط المدني إلى الاستفتاء الدستوري حول ما إذا كانت إيطاليا ستبقى ملكية أو تصبح جمهورية. قرر الإيطاليون التخلي عن الملكية وتشكيل الجمهورية الإيطالية، الدولة الإيطالية الحالية.

## الأراضي
ضمت المملكة الإيطالية كامل أراضي إيطاليا في العصر الحديث وبعد الحرب العالمية الأولى ضمت المملكة مدن غوريتسيا، وتريستا واستريا (وهي الآن جزء من كرواتيا وسلوفينيا)، وقطع صغيرة من شمال غرب كرواتيا، فضلا عن جزء صغير جدا من محافظة دالماسيا الكرواتية. وخلال الحرب العالمية الثانية، حصلت المملكة على المزيد من الأراضي في سلوفينيا وفي دالماتيا.
امتلكت مملكة إيطاليا العديد من المستعمرات والمحميات شملت ليبيا والصومال وأثيوبيا وألبانيا وكرواتيا وكوسوفا والجبل الأسود.

## الحكومة
من الناحية النظرية كانت المملكة الإيطالية تطبق النظام الملكي الدستوري. حيث السلطة التنفيذية تعود للملك ويتمثل ذلك في حقه بتعيين الوزراء ويتواجد بجانب السلطة التنفيذية برلمانان هما مجلس الشيوخ ومجلس النواب، ومع ذلك، في الممارسة العملية، كان من المستحيل الحصول على الحكومة الإيطالية للبقاء في منصبه من دون دعم من البرلمان.
وتم انتخاب أعضاء مجلس النواب من خلال الانتخابات التعددية نظام التصويت في الدوائر الممثلة بشخص واحد. هناك حاجة لدعم مرشح من 50 ٪ من الذين صوتوا، وعلى 25 ٪ من الناخبين المسجلين فقط، لينتخب في الدورة الأولى من الاقتراع. إذا لم تمتلئ كل المقاعد في الاقتراع الأول، عقدت الجولة الثانية بعد فترة وجيزة لملء الشواغر المتبقية. وبعد الحرب العالمية الأولى أصبح الاشتراكيون الحزب الرئيسي في المملكة، لكنهم كانوا غير قادرين على تشكيل حكومة مما أدى إلى انقسام البرلمان إلى ثلاثة فصائل مختلفة. أجريت الانتخابات في عام 1921، 1919 و1924, في هذه المناسبة الأخيرة، ألغى موسوليني نظام التصويت على أسس وطنية، والذي أعطى للحزب الفاشي الأغلبية المطلقة من مقاعد الدائرة.
بين عامي 1925 و1943 اتخذت إيطاليا قوانين شبه دكتاتورية وفاشية، والدستور لا يزال ساري المفعول رسميا دون تغيير من قبل النظام الفاشي، على الرغم من أن النظام الملكي يتبع رسميا السياسات الفاشية والمؤسسات الفاشية. حدثت تغيرات في السياسة، تكوّن من إنشاء المجلس الأعلى للفاشية بوصفها هيئة حكومية في عام 1928، الذي سيطر على نظام الحكم، ويتم استبدال مجلس النواب والشركات اعتبارا من عام 1939.

## التاريخ

### توحيد المملكة (1848-1870)

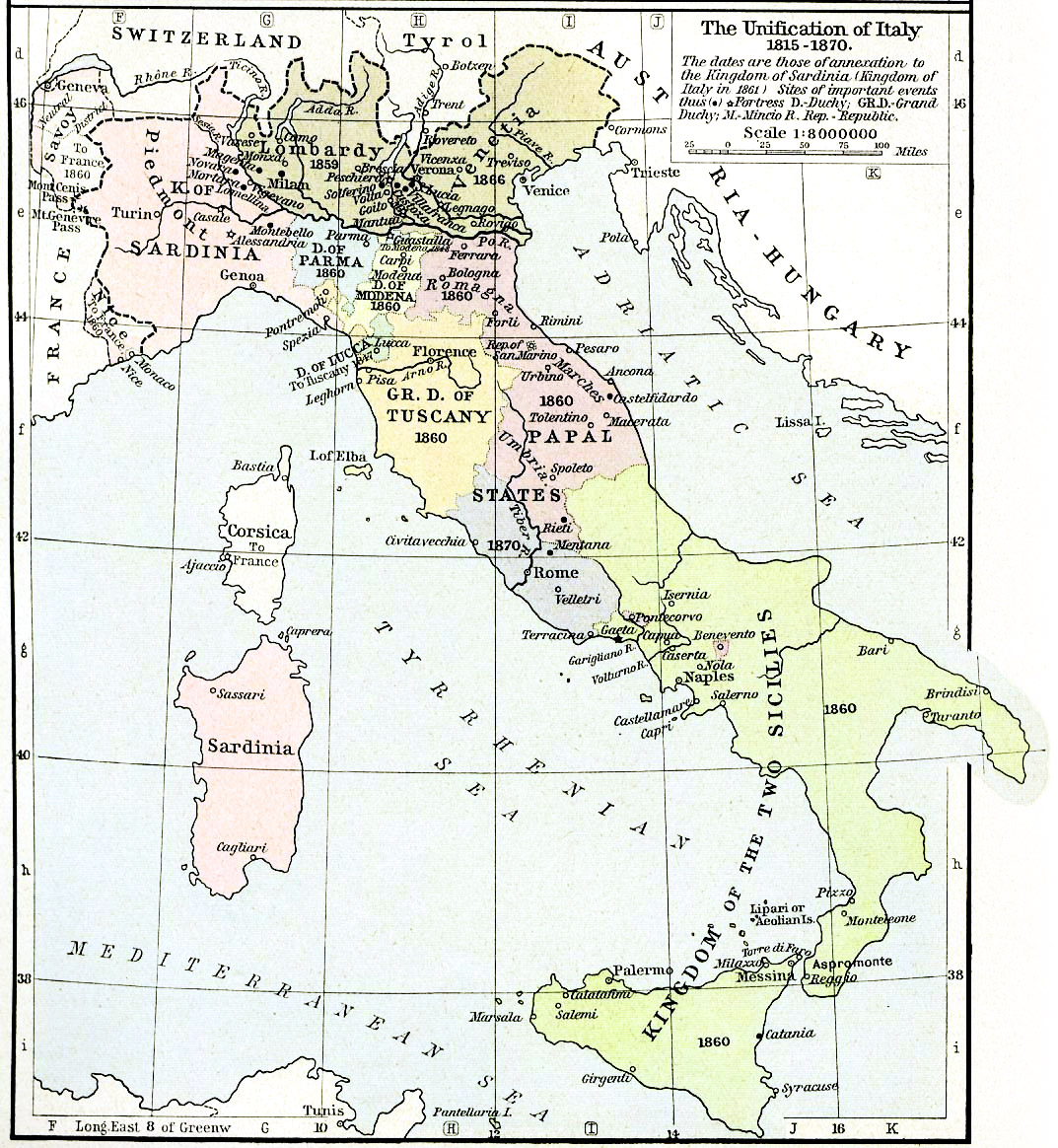
عملية توحيد إيطاليا

كان إنشاء مملكة إيطاليا نتيجة لجهود متضافرة من القوميين الإيطاليين والملكيين الموالين لعائلة سافوي لتأسيس مملكة متحدة تضم كامل شبه الجزيرة الإيطالية. بعد ثورات عام 1848، كان هنالك زعيم لحركة التوحيد الإيطالية وهو الثوري جوزيبي غاريبالدي. وكان له شعبية بين الإيطاليين. كان غاريبالدي الإيطالي المحرك الجمهوري للتوحيد في جنوب إيطاليا، على الرغم من أن المملكة ليس لديها اتصال فعلي إلى روما، كانت المملكة قد نجحت في تحدي النمسا في الحرب الثانية الإيطالية لاستقلال وتحرير لومبارديا فينيتو من الحكم النمساوي. المملكة كما أنشأت تحالفات هامة التي ساعدت على تحسين إمكانية توحيد إيطاليا، مثل بريطانيا والإمبراطورية الفرنسية الثانية في حرب القرم. وسردينيا تعتمد على فرنسا على حمايتها. وفي العام 1860، اضطرت سردينيا للتنازل عن الأراضي إلى فرنسا للحفاظ على العلاقات، بما في ذلك مسقط غاريبالدي نيس.
انتقل كافور لتوحيد الجهود من قبل غاريبالدي من خلال تنظيم ثورات شعبية في الولايات البابوية. وقد استخدم هذه الثورات كذريعة لغزو البلاد، على الرغم من أن الغزو غضب الكاثوليك، الذي قال ان الغزو كان محاولة لحماية الكنيسة الكاثوليكية الرومانية من الجمهوريين المعادين لرجال الدين. لم يبق سوى جزء صغير من الدول البابوية حول روما في السيطرة على البابا بيوس التاسع. على الرغم من خلافاتهما، وافقت لتشمل جنوب إيطاليا والسماح لها بالانضمام إلى الاتحاد مع بيدمونت، سردينيا في عام 1860. وأعلن لاحقا على البرلمان إنشاء مملكة إيطاليا في 18 فبراير 1861 (إعلان ذلك رسميا في 17 مارس، 1861) تتألف من كل من شمال إيطاليا وجنوب إيطاليا. ثم أعلن الملك فيكتور ايمانويل الثاني من بيدمونت، سردينيا من بيت سافوي ملك إيطاليا. وكان هذا اللقب كان من استخدام منذ تنازل نابليون الأول في فرنسا في 6 أبريل، 1814.
عقب توحيد معظم إيطاليا، اندلعت التوترات بين الملكيين والجمهوريين. في نيسان 1861، دخل البرلمان الإيطالي غاريبالدي وتحدى قيادة كافور للحكومة، متهما اياه تقسيم إيطاليا وتحدث عن خطر اندلاع حرب أهلية بين المملكة في الشمال وقوات غاريبالدي في الجنوب. يوم 6 يونيو، 1861، الرجل القوي في المملكة توفي كافور. خلال عدم الاستقرار السياسي التي تلت ذلك، أصبحت غاريبالدي والجمهوريين على نحو متزايد في لهجة ثورية. اعتقال غاريبالدي في عام 1862 انطلق الجدل حول العالم.
فون بسمارك في 1866، قدم رئيس الوزراء فيكتور ايمانويل الثاني بروسيا تحالفا مع مملكة بروسيا في الحرب البروسية النمساوية. سوف تسمح في بروسيا تبادل إيطاليا لضم النمساوية التي تسيطر عليها البندقية. وافق الملك ايمانويل للتحالف، وبدأت حرب الاستقلال الثالثة الإيطالية. حظ إيطاليا ضعيفة في الحرب مع الجيش ضد النمسا بتنظيم سيئ، ولكن انتصار بروسيا سمح إيطاليا إلى البندقية المرفق. بقيت عقبة واحدة رئيسية للوحدة الإيطالية روما.
في عام 1870، ذهب إلى الحرب مع بروسيا فرنسا بدء الحرب الفرنسية البروسية. للحفاظ على الجيش البروسي كبيرة في الخليج، والتخلي عن مواقفها في فرنسا روما—التي تحمي ما تبقى من الدولة البابوية، وبيوس التاسع—من أجل محاربة البروسيين. واستفاد من فوز إيطاليا بروسيا ضد فرنسا من خلال قدرته على تولي السلطة من الدول البابوية الفرنسية. تم القبض على روما مملكة إيطاليا بعد عدة معارك وحروب العصابات التي تشبه Zouaves البابوية والقوات الرسمية للكرسي الرسولي ضد الغزاة الإيطالية. اكتمل الإيطالية التوحيد، وبعد ذلك بوقت قصير تم نقل العاصمة الإيطالية روما. وكانت الظروف الاقتصادية في إيطاليا الموحدة الفقيرة لم يكن هناك مرافق الصناعة أو النقل، والفقر المدقع (وخصوصا في Mezzogiorno)، والأمية المرتفعة، وفقط نسبة ضئيلة من الأثرياء الإيطاليين لديها الحق في التصويت. وقد تم توحيد الحركة إلى حد كبير يعتمد على دعم القوى الأجنبية، وبقيت بعد ذلك
في أعقاب القبض على روما في عام 1870 من القوات الفرنسية من نابليون الثالث، والقوات البابوية، وZouaves، ظلت العلاقات بين إيطاليا والفاتيكان لتعكر السنوات الستين المقبلة مع اعلان الباباوات أنفسهم أن يكونوا سجناء في الفاتيكان. الكنيسة الكاثوليكية واحتج كثيرا على الإجراءات التي تتخذها الحكومات الإيطالية العلمانية وسيطره القساوسة تتأثر، رفض لقاء مبعوثين من الملك ودعا الكاثوليك إلى عدم التصويت في الانتخابات الإيطالية. [6] لن يكون حتى عام 1929، ان العلاقات الايجابية ستكون المستعادة بين مملكة إيطاليا والفاتيكان بعد توقيع اتفاقيات اللاتران

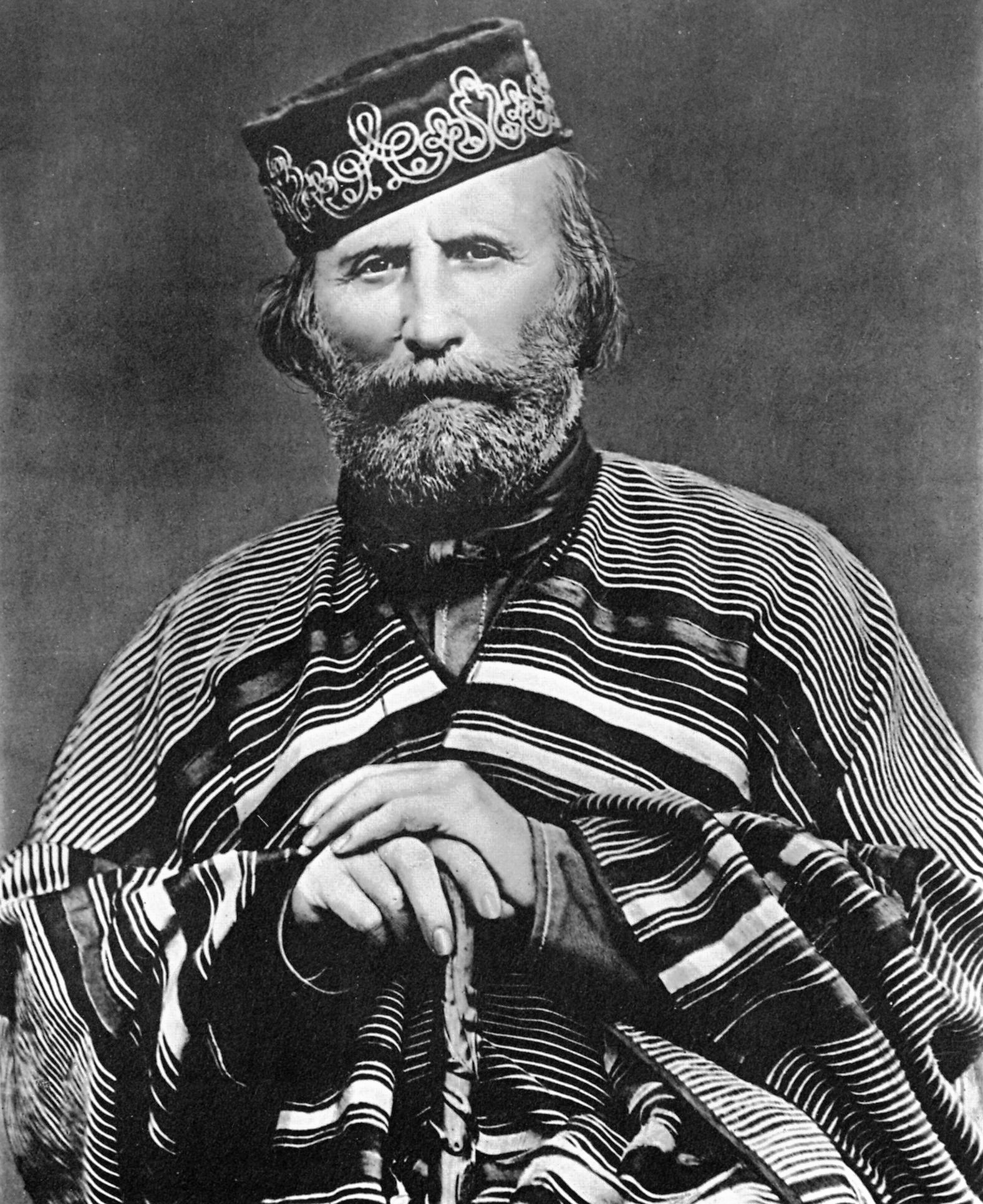
جوزيبي غاريبالدي الزعيم العسكري لتوحيد إيطاليا

### فترة التحرير (1870–1914)
بعد التوحيد، والسياسة في إيطاليا تحبذ الليبرالية والحق الليبرالي المحافظ (Destra storica أو الحق التاريخي) ومجزأة إقليميا، والليبرالي المحافظ رئيس الوزراء ماركو عقد فقط على السلطة عن طريق سن ثورية ويسارية. السياسات (مثل تأميم السكك الحديدية) لاسترضاء المعارضة. في عام 1876، أطيح ب ماغيتي وحلت محلها أغوستينو الليبرالي، الذي بدأ فترة طويلة. وقد تميزت الفترة الليبرالية من الفساد وعدم الاستقرار الحكومي، والفقر المستمر في جنوب إيطاليا، واستخدام تدابير السلطوية من قبل الحكومة الإيطالية.

كافور أول رئيس وزراء إيطاليا بعد توحيد المملكة

بدأت فترة توليه منصب رئيس الوزراء من خلال البدء التجريبي فكرة سياسية تسمى trasformismo. كانت نظرية التحويلة أن الحكومة ينبغي أن تختار مجموعة متنوعة من السياسيين المعتدلين وقادرة من منظور غير حزبي. في الممارسة العملية، كان سياسة التحويلة الاستبدادية والفاسدة لضغوط من أجل التصويت لمرشحيه إذا كانوا يرغبون في الحصول على تنازلات من Depretis مواتية عندما تكون في السلطة. أسفرت نتائج الانتخابات العامة الإيطالية في 1876 سوى أربعة ممثلين من حق انتخابه، مما يسمح للحكومة التي يهيمن عليها. ويعتقد أن الإجراءات الاستبدادية والفاسدة لتكون الوسيلة الرئيسية التي Depretis تمكنت من ابقاء الدعم في جنوب إيطاليا. وضع Depretis من خلال تدابير استبدادية، مثل حظر الاجتماعات العامة، ووضع «خطير» الأفراد في المنفى الداخلي في الجزر النائية في أنحاء إيطاليا العقوبات واعتماد سياسات العسكرية. Depretis سنت التشريعات المثيرة للجدل للوقت، مثل إلغاء القبض على الديون، وجعل التعليم الابتدائي مجانيا وإلزاميا في حين إنهاء التعليم الديني الإلزامي في المدارس الابتدائية.

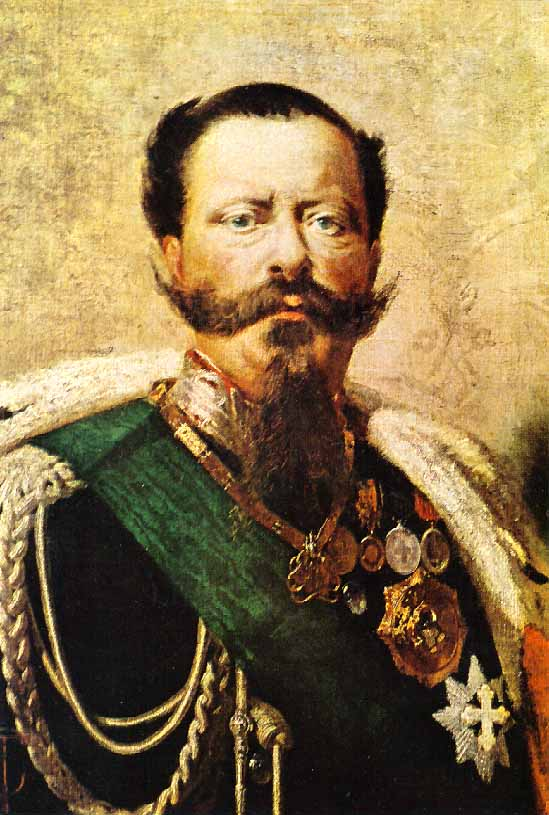
فيكتور عمانويل الثاني أول ملك للملكة

في عام 1887، أصبح فرانشيسكو Crispi رئيس مجلس الوزراء وبدأت تركز جهود الحكومة على صعيد السياسة الخارجية. وعملت على بناء Crispi إيطاليا كقوة عالمية عظمى على الرغم من زيادة النفقات العسكرية، والدعوة إلى التوسع،، ويسعى للفوز لصالح الإمبراطورية الألمانية. انضمت إيطاليا إلى التحالف الثلاثي الذي ضم كلا من ألمانيا والنمسا المجر في عام 1882 والتي بقيت على حالها حتى 1915 رسميا. في الوقت الذي تساعد إيطاليا تطوير استراتيجيا وتابع trasformismo والسلطوية، مما يشير مرة واحدة في استخدام قانون الطوارئ لحظر الأحزاب المعارضة. وعلى الرغم من السلطوية، من خلال وضع سياسات ليبرالية Crispi مثل قانون الصحة العامة لعام 1888 وإنشاء محاكم للإنصاف ضد الانتهاكات التي ترتكبها الحكومة.

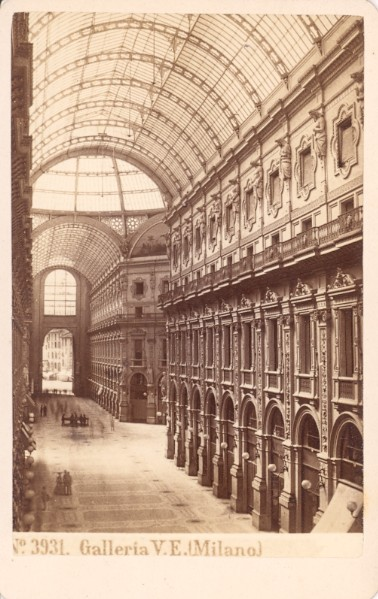
جاليريا عمانويل في ميلانو

### الثقافة والمجتمع
قسمت بشكل حاد بعد توحيد المجتمع الإيطالي وطوال معظم الفترة الليبرالي على طول الخطوط، والطبقة اللغوية، والإقليمية والاجتماعية. وكانت السمات الثقافية المشتركة في إيطاليا في هذا الوقت في الطبيعة الاجتماعية المحافظة، بما في ذلك اعتقاد قوي في الأسرة كمؤسسة والقيم الأبوية. وفي مناطق أخرى، وتم تقسيم الثقافة الإيطالية. كانت الأرستقراطية ونبيلة وعائلات الطبقة المتوسطة العليا في إيطاليا في هذا الوقت التقليدية للغاية في طبيعتها، مع الجزء العلوي من الطبقة المتوسطة حتى يجري المعروف في كثير من الأحيان لتسوية الخلافات بين بعضها البعض من خلال المبارزات. بعد التوحيد، عدد من أحفاد أصبح الملكي السابق النبلاء من سكان إيطاليا البالغ عددهم على 7387 أسرة نوبيل على التوحيد وكان كثير من النخب في إيطاليا ملاك الأراضي الأثرياء الذين حافظوا على المجتمع الإقطاعي في ما يخص الاستفادة من النظام الزراعي وأعداد كبيرة من الفلاحين. المجتمع الإيطالي ظل في هذه الفترة مقسمة للغاية على طول المجتمعات المحلية والإقليمية الفرعية التي كثيرا ما كان التنافس التاريخي مع بعضها البعض.
بعد توحيد إيطاليا فعليا لم يكن لديهم لغة وطنية واحدة، وكان يستخدم فقط توسكان (التي من شأنها أن تكون معروفة آنذاك باسم الإيطالية) في فلورنسا في حين خارج واللغات الإقليمية كانت مهيمنة  وحتى في المملكة أول ملك، كان من المعروف فيكتور ايمانويل الثاني. التحدث بشكل كامل تقريبا في بييمونتي والفرنسية، حتى أن وزراء حكومته. بالإضافة إلى هذا، ومحو الأمية كانت فقيرة للغاية في هذا العصر مع تعداد 1871 تشير إلى أن 61.9 في المئة من الرجال أميون والإيطالية 75.7 في المئة من النساء أميات. وكان هذا المعدل أعلى بكثير من نسبة الأمية التي من بلدان أوروبا الغربية في الفترة الزمنية نفسها. وقد زعم بعض المؤرخين أن تعداد السكان في هذا الوقت لمحو الأمية كانت متساهلة جدا لأنها فقط تصنيف ما إذا كان شخص يمكن أن يكتب باسمها وقراءة فقرة واحدة، مما قد يدل على أن محو الأمية في إيطاليا وكان أسوأ مما التعداد المتوقع. ومما ضاعف من مستوى الأمية من خلال حقيقة أن إيطاليا كانت المدارس العامة قليلة جدا على التوحيد وليس الصحافة الشعبية كان متاحا في جميع أنحاء إيطاليا نظرا ل شعبة اللغة من اللهجات الإقليمية. وكانت الحكومة الإيطالية في الفترة الليبرالية محاولة للحد من الأمية من خلال إنشاء المدارس التي تمولها الدولة لتعليم اللغة الإيطالية الرسمية. محو الأمية والأمية في variated المستويات في مناطق مختلفة من إيطاليا حيث كانت هناك مستويات مختلفة من نوعية التعليم العام، مع أسوأ يجري في جنوب إيطاليا في الوقت الذي تلقت تمويلا ضئيلا.
انخفاض مستويات المعيشة خلال الفترة الليبرالية، لا سيما في جنوب إيطاليا بسبب أمراض مختلفة مثل الملاريا والأوبئة التي وقعت خلال هذه الفترة. وعلى العموم، كان هناك في البداية ارتفاع معدل الوفيات في عام 1871 على 30 شخصا يموتون في 1000 الناس، على الرغم من انخفاض هذا إلى 24.2 لكل 1000 من قبل من 1890s. بالإضافة إلى ذلك، كان معدل وفيات الأطفال الذين يموتون في السنة الأولى بعد الولادة في عام 1871 بنسبة 22.7 في المائة بينما بلغ عدد الأطفال الذين يموتون قبل بلوغ عامهم الخامس كان مرتفعا جدا بنسبة 50 في المئة. [23] وانخفض معدل وفيات الأطفال الذين يموتون في السنة الأولى بعد الولادة إلى متوسط قدره 17.6 في المئة في الفترة الزمنية من 1891 إلى عام 1900.

#### الاقتصاد
مع التوحيد، واجهت المملكة الجديدة مشاكل اقتصادية خطيرة وعلى طول خطوط التقسيم الاقتصادية والسياسية والاجتماعية، والإقليمية. في العصر الليبرالي، وظلت إيطاليا للغاية تعتمد اقتصاديا على التجارة الخارجية والأسعار الدولية للحبوب والفحم.
عند توحيد، وقال إن إيطاليا مجتمع يغلب عليها الطابع الزراعي إلى 60 في المئة من السكان النشطين يعملون في الزراعة. التقدم في التكنولوجيا، وبيع عقارات الكنيسة العظمى، والمنافسة الأجنبية جنبا إلى جنب مع الفرص التصديرية تحولت بسرعة القطاع الزراعي في إيطاليا بعد وقت قصير من التوحيد  ومع ذلك فإن هذه التطورات لا تعود بالفائدة على جميع من إيطاليا في هذه الفترة، مثل الزراعة جنوب إيطاليا تعاني من الصيف الحار والمحاصيل الجافة تضررت أثناء وجود الملاريا منعت زراعة المناطق المنخفضة على طول ساحل البحر الأدرياتيكي في إيطاليا.